# Бранислав Митровић (ватерполиста)
Бранислав Митровић (Нови Сад, 30. јануар 1985) бивши је српски ватерполиста. Освојио је олимпијско злато 2016. и 2020. Играо је на позицији голмана. Играчку каријеру је завршио маја 2024.

## Каријера
Ватерполо пут младог Новосађанина је почео у Војводини. Након млађих селекција и сезоне у најбољем саставу, одиграо је две и у Партизану, а већ десет година одушевљава ватерполо љубитеље у Мађарској. Из Партизана је 2010. отишао у Ференцварош и одиграо једну сезону. Уследило је пресељење на три године у Дебрецин, након чега одлази у Егер. После четири сезоне у Егеру, Митровић 2018. потписује уговор са ОСЦ Будимпешта за који је играо до пролећа 2020. Након што је клуб напустио главни спонзор, играчи су добили раскид уговора. Убрзо је договорио сарадњу са ВК Вашаш, такође у Мађарској.

## Репрезентација
„Несрећа” Бранислава Митровића јесте што је у ранијим годинама као конкуренте за А национални тим имао старије и искусније Дениса Шефика, Слободана Сора и Гојка Пијетловића, па у таквој конкуренцији морао је да чека на својих пет минута. 

### Европска првенства
Дебитовао је на Европском првенству у Ајндховену као други голман са Слободаном Сором где је одмах показао да Србија има на кога да рачуна у будућности. 
Поред Анјдховена 2012, наступио је на још четири европска шампионата.  У Будимпешти 2014, Београду 2016. и Барселони 2018. освојио је злато, док је 2020. у Будимпешти завршио такмичење као пети.

### Светска првенства
На светским првенствима Митровић је играо два пута. Једно злато (Казањ 2015) и  седмо место из Барселоне 2013.  Две године касније чувао је мрежу Србије у Казању и дошао до злата. У Русији је проглашен за најбољег голмана финалног дана.
Пропустио је Светско првенство у Гванжуу 2019.године одлуком селектора Савића да сви искуснији играчи након обезбеђене олимпијске визе за Токио 2020. одморе од напорних утакмица.

### Олимпијске игре
Упркос добром наступу у Ајндховену, селектор Удовичић га је изоставио са списка путника на Игре у Лондон. На наредним се нашао на списку селектора  Дејана Савића и на Олимпијским играма у Рију 2016. где је својим одбрана бодрио саиграче на путу до злата.

### Остала такмичења
Шест пута је био шампион завршног турнира Светске лиге. Србија је 2016. године у Хејџоу освојила 10. јубиларну титулу, а Митровић проглашен за најбољег играча финалног турнира. Два пута је био на постољу Медитеранских игара. 2005. као члан репрезентације Србије и Црне Горе, а 2018. поново злато, али са тимом Србије.

### Млађе селекције
Сем са сениорским националним тимом, бележио је успехе и у млађим репрезентацијама. Био је капитен студентске репрезентације која је на Универзијади 2009. у Београду освојила бронзу, а на Универзијади 2011. у Шенжену злато.

## Живот ван базена
Од 2014. у браку са Јеленом Дрезгић Јелена и Бранислав имају двоје деце.
Дипломирао на Техничком факултету Универзитета у Новом Саду и стекао звање мастер инжењер менаџмента.
Бранислав Митровић је 2017. објавио књигу под називом Преокрет. Књига говори о његовом напретку кроз каријеру, као и о променама и правим изборима који доводе до великих победа у развоју појединца.

## Клупски трофеји
- Првенство Србије 2007/08, 2008/09. и 2009/10. -  Шампион са Партизаном
- Куп Србије 2007/08, 2008/09. и 2009/10. - Победник са Партизаном
- Евроинтер лига 2009/10. - Победник са Партизаном
- Куп Мађарске 2015/16. - Победник са Егером